# Roland Matthes

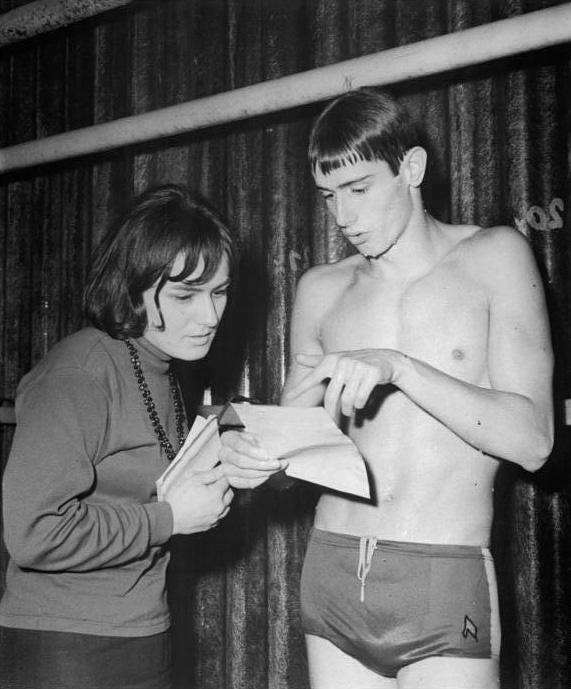
Roland Matthes

Roland Matthes  (n. 17 noiembrie 1950, Pößneck, Republica Democrată Germană, Germania – d. 20 decembrie 2019, Wertheim, Baden-Württemberg, Germania) a fost un înotător german (RDG). Roland Matthes a corectat recordul mondial și a câștigat de patru ori medalia de aur la Jocurile Olimpice.